# Dubai Financial Market General Index
Der Dubai Financial Markets General Index (DFMGI) ist ein Aktienindex aus Dubai. Die DFM-Indizes-Familie soll die Leistung von Dubai Financial Markets -börsennotierten Unternehmen darstellen und den Marktteilnehmern einen umfassenden Einblick über Indizes für die allgemeine Marktleistung (den DFM General Index), den DFM Shari'a Index (DFMSI) für die Leistung von Scharia-konformen Unternehmen und seine neueste Ergänzung, den S&P/Hawkamah UAE ESG Index (UAEESGI), für die leistungsstärksten nachhaltigen börsennotierten Unternehmen in den VAE bieten.
S&P DJI wurde als Berechnungsstelle für eine Auswahl von DFM-Indizes ausgewählt. Als Berechnungsstelle berechnet S&P DJI die DFM-Indizes gemäß dem Methodendokument und führt Aufzeichnungen über die Marktkapitalisierung und den Streubesitz der Bestandteile gemäß den in den Verfahren hervorgehobenen Berechnungsmethoden. S&P DJI führt außerdem eine Neugewichtung der Indexbestandteile, Aktualisierungen von Kapitalmaßnahmen und Ereignissen sowie Ein- und Ausschlüsse gemäß der Methodik durch.

## Zusammensetzung
Per 5. Februar 2025:
| Symbol & Name                | Marktkapitalisierung | KGV    | Dividendenrendite % TTM | Sektor                        |
| ---------------------------- | -------------------- | ------ | ----------------------- | ----------------------------- |
| DEWADUBAI ELECTRICITY        | 36,29 B USD          | 18,74  | 7,10 %                  | Versorgungseinrichtungen      |
| EMIRATESNBDEMIRATES NBD BANK | 35,72 B USD          | 5,82   | 5,81 %                  | Finanzwesen                   |
| EMAAREMAAR PROPERTIES        | 32,56 B USD          | 9,98   | 3,72 %                  | Finanzwesen                   |
| DIBDUBAI ISLAMIC BANK        | 15,38 B USD          | 8,05   | 5,76 %                  | Finanzwesen                   |
| EMAARDEVEMAAR DEVELOPMENT    | 14,19 B USD          | 7,34   | 4,02 %                  | Finanzwesen                   |
| MASQMASHREQBANK PSC          | 12,98 B USD          | 5,42   | 7,81 %                  | Finanzwesen                   |
| SALIKSALIK COMPANY P.J.      | 10,28 B USD          | 34,23  | 3,00 %                  | Gebrauchsgüter                |
| DUEMIRATE INTEGRATED         | 9,65 B USD           | 15,69  | 5,16 %                  | Kommunikation                 |
| TTALABATTALABAT HOLDING PL   | 9,24 B USD           | —      | 0,00 %                  | Transportmittel               |
| CBDCOMM BK OF DUBAI          | 6,22 B USD           | 8,12   | 5,85 %                  | Finanzwesen                   |
| EMPOWEREMIRATES CENTRAL C    | 4,76 B USD           | 18,85  | 4,83 %                  | Industrielle Dienstleistungen |
| TECOMTECOM GROUP PJSC        | 4,13 B USD           | 12,17  | 5,16 %                  | Finanzwesen                   |
| AIRARABIAAIR ARABIA          | 3,97 B USD           | 10,58  | 6,37 %                  | Transportmittel               |
| PARKINPARKIN COMPANY PJS     | 3,62 B USD           | —      | 0,00 %                  | Verbraucherdienste            |
| DFMDUBAI FINANCIAL           | 3,11 B USD           | —      | 2,41 %                  | Finanzwesen                   |
| DICDUBAI INVESTMENTS         | 2,51 B USD           | 9,48   | 5,76 %                  | Nichtenergetische Mineralien  |
| TABREEDNCC (TABREED)         | 2,27 B USD           | 14,63  | 5,29 %                  | Versorgungseinrichtungen      |
| ALANSARIAL ANSARI FINANCIA   | 1,99 B USD           | 17,78  | 6,22 %                  | Finanzwesen                   |
| DTCDUBAI TAXI COMPANY        | 1,9 B USD            | 20,89  | 1,04 %                  | Transportmittel               |
| SPINNEYSSPINNEYS 1961 HOLD   | 1,61 B USD           | —      | 0,00 %                  | Einzelhandel                  |
| AJMANBANKAJMAN BANK          | 1,26 B USD           | 11,33  | 0,00 %                  | Finanzwesen                   |
| GULFNAVGULF NAVIGATION HO    | 1,2 B USD            | —      | 0,00 %                  | Transportmittel               |
| TAALEEMTAALEEM HOLDINGS P    | 1,13 B USD           | 25,71  | 2,84 %                  | Verbraucherdienste            |
| ARMXARAMEX COMPANY           | 1,12 B USD           | 26,70  | 0,00 %                  | Transportmittel               |
| DEYAARDEYAAR DEVELOPMENT     | 1,12 B USD           | —      | 4,30 %                  | Finanzwesen                   |
| AMANATAMANAT HLDGS           | 724,69 M USD         | —      | 4,63 %                  | Finanzwesen                   |
| UPPUNION PROPERTIES          | 501,43 M USD         | 2,17   | 0,00 %                  | Finanzwesen                   |
| SUKOONSUKOON INSURANCE       | 464,57 M USD         | 6,43   | 5,41 %                  | Finanzwesen                   |
| AMLAKAMLAK FINANCE           | 349,46 M USD         | 44,40  | 0,00 %                  | Finanzwesen                   |
| DINDUBAI INSURANCE CO        | 347,97 M USD         | 11,21  | 5,47 %                  | Finanzwesen                   |
| DSIDRAKE & SCULL INTE        | 332,14 M USD         | 0,33   | 0,00 %                  | Industrielle Dienstleistungen |
| NCCNATIONAL CEMENT           | 304,32 M USD         | 7,60   | 4,81 %                  | Nichtenergetische Mineralien  |
| ERCEMIRATES REEM INV         | 256,52 M USD         | 349,40 | 0,00 %                  | Verbrauchsgüter               |
| NGINATIONAL GENL INS         | 201,79 M USD         | 6,63   | 4,59 %                  | Finanzwesen                   |
| SHUAASHUAA CAPITAL           | 171,85 M USD         | —      | 0,00 %                  | Finanzwesen                   |
| DNIRDUBAI NATL INSURAN       | 118,06 M USD         | 9,97   | 2,66 %                  | Finanzwesen                   |
| SALAMAISLAMIC ARAB INSUR     | 109,55 M USD         | —      | 0,00 %                  | Finanzwesen                   |
| TAKAFUL_EMTAKAFUL EMARAT     | 80,74 M USD          | 1,76   | 0,00 %                  | Finanzwesen                   |
| SUKOONTAKAFLSUKOON TAKAFUL   | 56,52 M USD          | 12,71  | 0,00 %                  | Finanzwesen                   |
| WATANIAWATANIA INTER HOLD    | 49,86 M USD          | 6,44   | 0,00 %                  | Finanzwesen                   |
| AMANAMAN DUBAI ISL IN        | 23,63 M USD          | —      | 0,00 %                  | Finanzwesen                   |